# Ryde (Munkbrarup)
 For alternative betydninger, se Ryde. (Se også artikler, som begynder med Ryde)
Ryde (dansk), Rydde (ældre dansk) eller Rüde (tysk) er en landsby i Munkbrarup Kommune, beliggende ved Mølledammene midtvejs mellem Lyksborg og Ringsbjerg i det nordlige Angel i Sydslesvig, Nordtyskland. Landsbyen er omgivet af bebyggelserne Rydeled (sdrjysk Ryrrelej, tysk Rüdeheck), Eskærsande (Iskiersand), Gejl (Geil) og Ballum (Balm).
Stednavnet er første gang nævnt 1193. Det blev også nævnt i Rydårbogen. På sønderjysk (angeldansk) udtales stednavnet Ryrre. Stednavnet er afledt af gammeldansk *rythia for rydning. Landsbyen hører under Munkbrarup Kommune, i den danske periode før 1864 og i kirkelig henseende hører landsbyen under Munkbrarup Sogn (Flensborg Amt). I 1922 boede der 228 personer i Ryde. I 1970 blev landsbyen indlemmet i Munkbrarup. Landsbyen gav i middelalderen navnet til Rydkloster, som lå der, hvor nu Lyksborg Slot ligger. Syd for Ryde munder Brarup Å, som også omtales som Ryde Bæk, i Munkbrarup Mølledam.
Ryde i Munkbrarup må ikke forveksles med Store og Lille Ryde i Satrup Sogn i Midtangel.